# مارکو گراسی
مارکو گراسی (ایتالیایی: Marco Grassi؛ زادهٔ ۸ اوت ۱۹۶۸) بازیکن فوتبال اهل سوئیس بود.
از باشگاه‌هایی که در آن بازی کرده‌است می‌توان به باشگاه فوتبال کیاسو، باشگاه فوتبال المپیک لیون، باشگاه فوتبال ترنانا، باشگاه فوتبال کن، باشگاه فوتبال سروت ۱۸۹۰، باشگاه فوتبال رن، باشگاه فوتبال نیس، باشگاه فوتبال سیون، باشگاه فوتبال آاس موناکو، و باشگاه فوتبال زوریخ اشاره کرد.
وی همچنین در تیم ملی فوتبال سوئیس بازی کرده‌است.